# Jokohama Flügels
Jokohama Flügels (japonsky 横浜フリューゲルス) je japonský fotbalový klub z města Jokohama. Klub byl založen v roce 1964 pod názvem All Nippon Airways SC. Když roku 1992 vznikla profesionální J.League, klub se přejmenoval na Jokohama Flügels.

## Úspěchy
- Císařský pohár: 1993, 1998

## Významní hráči
- Motohiro Jamaguči
- Masakijo Maezono
- Seigó Narazaki
- Jasuhito Endó
- Zinho
- César Sampaio
- Jorge Paulo Futre
- Igor Leďachov
- Jaime Rodríguez